# Johann Gottfried Bornmann
Johann Gottfried Bornmann (* 31. März 1766 in Lauban; † 26. Januar 1825 in Prausnitz) war ein deutscher evangelischer Geistlicher und Heimatforscher.

## Leben

### Familie
Johann Gottfried Bornmann war der Sohn seines gleichnamigen Vaters Johann Gottfried Bornmann (* 13. August 1725; † 26. Juni 1772 in Lauban), Archidiakon an der Kreuzkirche in Lauban, und dessen Ehefrau Johanne Konradine († 1802), Tochter des Laubaner Stadtschreibers Christoph Gottlob Frietzsche; er hatte neun Geschwister, von denen jedoch sechs früh verstarben, sodass er nur noch zwei Brüder hatte.
Am 16. August 1798 heiratete er Beate Rosine († 11. Januar 1846 in Heidewilxen), eine Tochter von Karl Heinrich Frietzsche, Bürgermeister in Lauban; gemeinsam hatten sie fünf Kinder.

### Werdegang
Seinen ersten Unterricht erhielt Johann Gottfried Bornmann von seinem Vater zu Hause, bis dieser jedoch früh verstarb. Er besuchte darauf bis 1778 das Lyzeum in Lauban und wurde dann, gemeinsam mit seinem jüngeren Bruder Karl August Bornmann, durch den Musikdirektor und Kantor Johann Christoph Petri (1758–1827) nach Budissin (heute Bautzen) gerufen, damit er das dortige Gymnasium (heute Philipp-Melanchthon-Gymnasium) besuchen konnte, an dem Petri ebenfalls als Lehrer tätig war. Seine weiteren dortigen Lehrer waren unter anderem Christoph Jeremias Rost und Ehrenfried Traugott Demuth (1738–1799).
1785 immatrikulierte er sich, gemeinsam mit seinem jüngeren Bruder, an der Universität Leipzig und hörte Vorlesungen unter anderem bei Samuel Friedrich Nathanael Morus, Johann Georg Rosenmüller, Ernst Platner, Christian Daniel Beck, Friedrich Wolfgang Reiz, Ernst Karl Wieland und Karl Adolph Caesar. Er beendete sein Studium 1788 und reiste, wieder gemeinsam mit seinem jüngeren Bruder, nach Schlesien zu seinem älteren Bruder Johann Gottlieb Bornmann († 1791), der als Pfarrer in Ulbersdorf bei Goldberg (heute Złotoryja) tätig war.
Nach kurzer Zeit wurde er Lehrer des Sohnes des damaligen Grundherrn von Ulbersdorf, Freiherr von Czettris und Neuhaus und reiste zum dortigen Wohnsitz nach Golgowitz im Landkreis Glogau. Als sein Schüler zum Studium der Forstwissenschaften nach Schmiedeberg reiste, kehrte Johann Gottfried Bornmann wieder nach Ulbersdorf zurück.
Nach seiner Rückkehr fand er eine Anstellung als Lehrer des Sohnes des ehemaligen Grundherrn der Herrschaft Prausnitz, Freiherr Karl Otto Christian von Hohberg (1735–1799); bei diesem blieb er die folgenden acht Jahre bis 1797.
Nach dem Tod des Pastors Johann Gottfried Anders wurde Johann Gottfried Bornmann 1797 ohne Probepredigt und Wahl, nach der Benennung durch den Baron, mit allgemeiner Zustimmung der Gemeinde Prausnitz zum Nachfolger bestimmt; seine Ordination erfolgte am 2. Juni 1797 in Breslau. Er hielt am 10. September 1797 seine Antrittspredigt und blieb bis zu seinem Tod als Pastor in Prausnitz.

## Schriften (Auswahl)
- Chronik von Prausnitz und Hasel. Liegnitz 1801.
- Aufgabenblätter für Elementarschulen zu nützlichen Nebenbeschäftigung. Liegnitz 1817.
- Text-Buch oder Sammlung auserlesener Schriftstellen zu den gewöhnlichen Amts- und Kasual-Reden. Liegnitz: Johann Friedrich Kuhlmey, 1818.
- Summarien über biblische Geschichte alten Testaments, in Verbindung den gewöhnlichen Sonn- und Festtagsevangelien zur Benutzung für Prediger und Schullehrer. Görlitz 1818.
- Almanach der merkwürdigsten Zeitereignisse Schlesiens chronologisch geordnet. Jauer, 1821.
- Taschenbuch wissenschaftlicher und unterhaltender Anekdoten von Gelehrten älterer und neuerer Zeit etwas zur täglichen Aufheiterung. Breslau: Korn d. Ält. 1823.
- Kurzer Inbegriff des Wissenswürdigsten von der Provinz Schlesien: für Schule und Haus. Jauer: Gedruckt bei Ernst Wilh. Ferd. Opitz, 1823.
- Betrachtungen über auserlesene Psalmtexte, in Verbindung mit den gewöhnlichen Sonn- und Festtagsepisteln des ganzen Jahres. Leipzig: Glück, 1824. (2 Bände)
- Kurzer Inbegriff der Geographie in drei Tabellen. Liegnitz 1824.
- Kurzer Inbegriff des Wissenswürdigen von der Provinz Schlesien, für Schule und Haus. Jauer 1825.
- Gelehrtenalmanach, oder Galerie der vorzüglichsten Gelehrten älterer und neuerer Zeit. Leipzig 1826.